# Alfred Van Landeghem
Alfred Van Landeghem (fl. XX secolo) è stato un canottiere belga.
Con la squadra del Royal Club Nautique de Gand, partecipò nelle gare di Otto delle Olimpiadi 1900 e di quelle del 1908, in entrambi i tornei ottenne la medaglia d'argento.

## Palmarès
| Anno | Manifestazione | Sede   | Evento | Risultato | Note |
| ---- | -------------- | ------ | ------ | --------- | ---- |
| 1900 | Olimpiadi      | Parigi | Otto   | Argento   |      |
| 1908 | Olimpiadi      | Londra | Otto   | Argento   |      |